# Tour de France du compagnonnage
Pour les articles homonymes, voir Tour de France (homonymie).
Le Tour de France du compagnonnage est une institution traditionnelle d'apprentissage et de formation aux arts et métiers manuels et techniques. Il y a un périple que fait l'aspirant compagnon chez des maîtres, qui lui transmettent leurs connaissances et leur expérience du métier.

## Associations
Les associations les plus importantes de Compagnonnage sont :
- Association ouvrière des compagnons du devoir et du tour de France
- Fédération compagnonnique des métiers du bâtiment

## Formation
Chaque association de compagnons a ses spécificités en matière de formation. C'est principalement de la formation en alternance chez un employeur-compagnon et des cours très poussés le soir, dans les lieux de vie de compagnons.
La Fédération compagnonnique des métiers du bâtiment et l'Association ouvrière des Compagnons du devoir ont créé leurs propres CFA.
La Fédération compagnonnique des métiers du bâtiment a créé à Mouchard (Jura) un Institut européen de formation des compagnons (pour les métiers du bâtiment), qui assure la première phase de formation (Certificat d'aptitude professionnelle, Brevet d'études professionnelles, baccalauréat professionnel), avec un statut de lycée professionnel sous contrat avec l'État. Les jeunes sont ainsi « dégrossis », dans un cadre scolaire, avant de partir sur le Tour de France.
L'Association ouvrière des compagnons du devoir, une des sociétés compagnonniques de la France, fait voyager les jeunes compagnons sur tous les continents. Chaque apprenti doit maîtriser plusieurs langues et faire un voyage d'au moins trois semaines hors métropole, généralement deux semaines en entreprise et une semaine dans un centre de formation partenaire.

## Système similaire en Allemagne

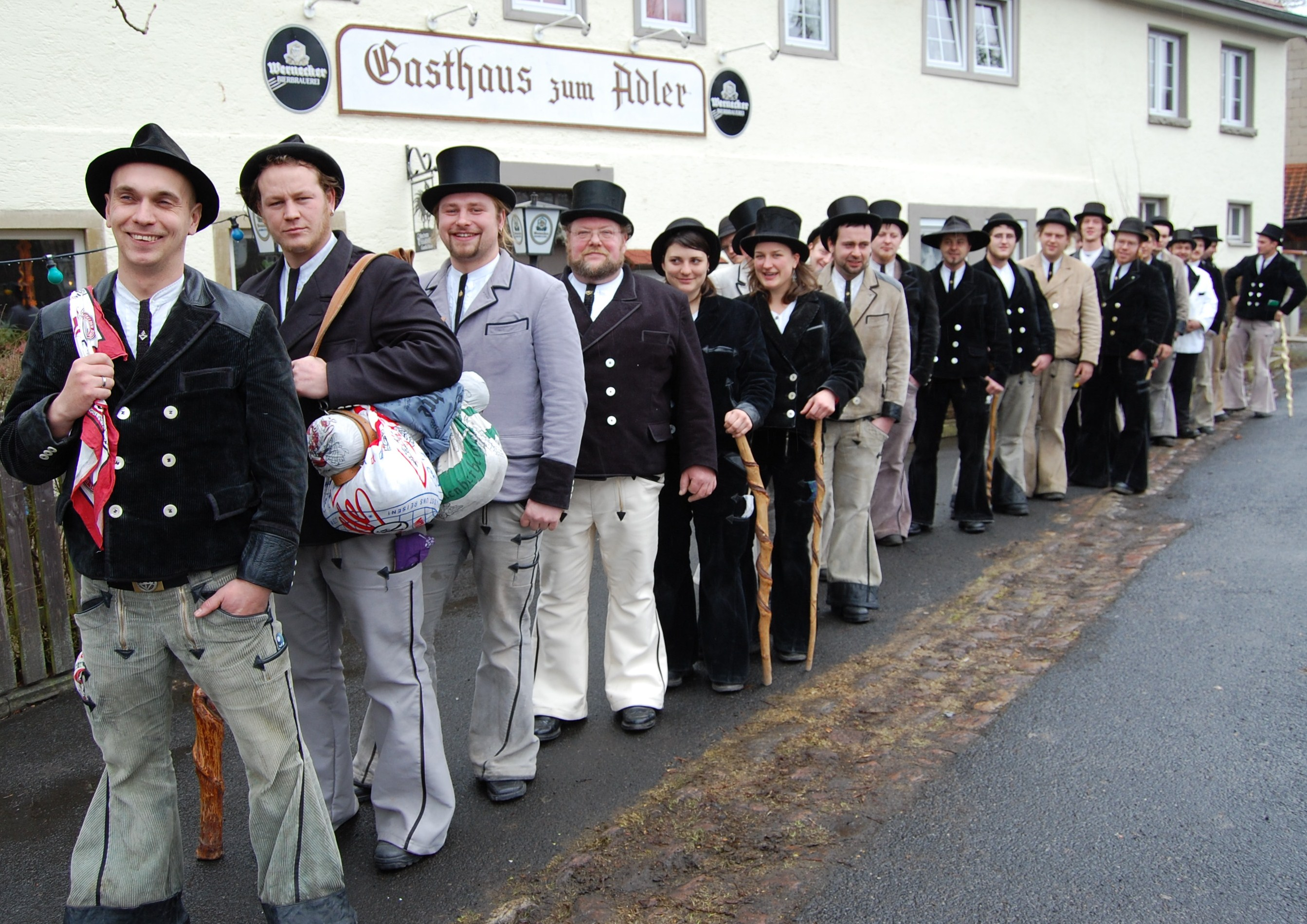
Rencontre de compagnons à Bad Kissingen (2010)

En Allemagne, les charpentiers et les tailleurs de pierre, les métiers traditionnels du bâtiment, ainsi que de nombreux métiers manuels, suivant les différentes sociétés, ont conservé la tradition du « tour des pays » (Wanderschaft) dans le respect des coutumes : pied et revêtu du costume traditionnel de la corporation en velours noir (ou gris, blanc, beige, suivant les métiers) à pattes d'éléphant, chapeau noir et canne de marche (stenz), l'ensemble étant appelé Kluft.
À l'origine, ils devaient acquérir de l'expérience dans au moins trois pays différents avant de revenir chez eux, lorsque l'Allemagne était divisée en de très nombreux royaumes, principautés, duchés etc. Par contre, les très nombreux dialectes et antagonismes régionaux (clivage nord-sud) et religieux posaient les plus gros obstacles.
Actuellement, plusieurs sociétés de compagnonnage existent encore. Elles se distinguent par certaines marques distinctives de la tenue (cravate grise, cravate rouge, boucle d'oreille spéciale etc.). Les itinérants tournent au moins trois ans et un jour minimum sans pouvoir s'approcher à moins de 50 km de leur ville d'origine (à moins d'un motif grave comme maladie d'un proche). De plus, ils doivent changer de région ou de pays tous les trois mois.